# Rexford Orotaloa
Rexford Orotaloa (n. 1956 - ...) este un scriitor din Insulele Solomon.